# Samuel Chao Chung Ting
Samuel Chao Chung Ting (Ann Arbor, Michigan, 27. siječnja 1936.), američki fizičar kineskog podrijetla. Iako se rodio u SAD-u, odrastao je i školovao se u Kini do 1956., potom se iselio u SAD. Doktorirao (1962.) na Michingenskom sveučilištu u Ann Arboru. Tri godine boravio je u Europi na CERN-u u Ženevi, a 1965. postao je profesor na Sveučilištu Columbia u New Yorku. S ubrzivačem elektrona radio je u Cambridgeu te u Hamburgu, gdje je vodio skupinu za istraživanje mionskih parova. Godine 1971. odveo je cijelu skupinu u SAD da bi na jačem ubrzivaču čestica u Nacionalnom laboratoriju u Brookhavenu nastavili istraživanja, koja su 1974. rezultirala otkrićem nove, teorijski nepredviđene teške čestice (J-čestice, danas se naziva J/ψ mezon) i potom cijele obitelji teških čestica. Za rad na otkrivanju teških elementarnih čestica nove vrste, kojim je potvrđena ideja da su kvarkovi sastavni dijelovi bariona dobio je s B. Richterom (koji je neovisno došao do istog otkrića) Nobelovu nagradu za fiziku 1976.

## J/ψ mezon
J/ψ mezon ili J/ψ-mezon (oznaka J/ψ) je mezon koji se sastoji od čarobnoga (šarmantnog) kvarka i čarobnoga antikvarka, nema električnoga naboja, sam je sebi antičestica, mase je oko 3,097 GeV/c², spina 1, izospina 0 i vremena poluraspada oko 7,2·10–21 s. Otkrili su ga neovisno jedan o drugome S. C. C. Ting i B. Richter 1974. i tako potvrdili ideju da su kvarkovi sastavni dijelovi bariona.
Mezon koji stvara vezano stanje od čarobnog kvarka i antikvarka naziva se šarmonij. J/ψ je prvo pobuđeno stanje šarmonija. Vraćajući se u stanje niže energije odašilje spektar hadrona. J/ψ mezon je proizveden u elektronsko-pozitronskim anihilacijama koji se sastoji od dva kvarka podsjeća na kvarkovski atom čiji spektar oponaša spektar pozitronija samo viših energetskih stepenica. Tada su prvi puta viđeni i c kvarkovi. Važnost otkrića je bila naglašena zbog brzih promjena u visiokoenergetskoj fizici pa se to vrijeme naziva "Novembarska revolucija". Richter i Ting su 1976. dobili Nobelovu nagradu za fiziku.

### Kvark
Kvark (eng. quark, naziv što ga je uveo američki fizičar Murray Gell-Mann po riječi iz Joyceova romana Bdjenje nad Finneganom) je elementarna čestica, sastavnica hadrona, električnoga naboja ±e/3 ili ±2e/3, podložna jakom međudjelovanju. Sve do otkrića Ω– čestice kvarkovima se pridjeljivalo čisto matematičko značenje. Prve naznake njihove fizikalne stvarnosti (realnosti) pojavile su se u pokusima duboko neelastičnoga raspršenja elektrona na protonima, na Stanfordskome linearnom ubrzivaču čestica 1962. Opažanje raspršenja pod velikim kutovima (kakva su prije opažena u Rutherfordovim pokusima raspršenja alfa-čestica na listićima zlata) upućivalo je na postojanje tvrdih točkastih "jezgri" unutar protona. Slični pokusi provedeni potom neutrinskim snopovima na CERN-u nedvojbeno su potvrdili da je riječ o česticama trećinskog električnog naboja i polucijeloga spina. Za istraživanja putem duboko neelastičnih raspršenja kojima su ustanovljeni kvarkovi dodijeljena je Nobelova nagrada za fiziku 1990. J. I. Friedmanu, H. W. Kendallu i R. E. Tayloru. 
Godine 1974. otkriven je c-kvark (Nobelova nagrada 1976. B. Richteru i S. C. C. Tingu za otkriće J/ψ mezona). Slijedilo je i otkriće b-kvarka (1977.) i t-kvarka (1994.). Time je bio zaokružen skup kvarkova koji s leptonima čine temeljne građevne blokove opažene tvari (fizika elementarnih čestica). Riječ je o česticama spina 1/2, koje se pojavljuju u različitim vrstama, okusima, svrstanima u obitelji ili naraštaje. Tvari koje nas okružuju građene su od gornjega i donjega kvarka (u i d, od engl. up i down) prvog naraštaja. Takav uzorak s donjim kvarkom električnoga naboja (–1/3)e i gornjim kvarkom naboja (+2/3)e ponavlja se u drugome naraštaju s kvarkovima stranog i čarobnog okusa (s i c, od engl. strange i charm) te kvarkom ljepote i istine (b i t, od engl. beauty i truth) trećega naraštaja. Svaki se od navedenih kvarkova pojavljuje u tri boje. Te se boje shvaćaju kao naboji na koje se vežu gluoni, prijenosnici jakoga međudjelovanja opisanoga kvantnom kromodinamikom.
Na maloj međusobnoj udaljenosti (manjoj od 10–15 metara) kvarkovi se gibaju kao slobodne čestice, a na većim udaljenostima djeluju iznimno velikim privlačnim silama te se zbog toga ne mogu izdvojiti iz hadrona kao zasebne čestice (asimptotska sloboda).